# Pyura chilensis
Pyura chilensis (Molina, 1782) è un tunicato ascidiaceo appartenente alla famiglia Pyuridae, diffuso nel Pacifico sud-orientale.

## Descrizione
Pyura chilensis è un invertebrato marino.  Apparentemente simile a una roccia sottomarina, questo invertebrato si nutre filtrando dall'acqua che lo circonda materiale organico e microrganismi.  Pyura chilensis ha alcune caratteristiche comuni con gli altri cordati, come la notocorda e la faringe perforata.

## Biologia
Nasce maschio, diventa ermafrodita in pubertà, e si riproduce emettendo nuvole di sperma e uova nell'acqua circostante. Se è solo, si autofeconda.

## Distribuzione e habitat
Spesso vive in fitte colonie nella zona intertidale della costa di Cile e Perù. Rappresenta inoltre una delle principali fonti di cibo della fauna acquatica locale, come ad esempio il mollusco muricide Concholepas concholepas.

## Pesca
Sulla costa cilena, banchi di Pyura chilensis sono ampiamente sfruttati per la pesca, ma ad oggi non si sono rilevati effetti di sovrapesca, probabilmente a causa della capacità di riproduzione della specie.

È caratterizzato da un sapore di iodio simile a quello dei ricci di mare ma più intenso; la sua edibilità è discussa a causa dell'elevata presenza di vanadio nel suo sangue (elemento tossico per concentrazioni superiori agli 1,8 mg), nonostante questo continua ad essere il piatto tipico di alcune località cilene.